# 헬싱키 선언
헬싱키 선언( - 宣言, Declaration of Helsinki) 1964년 핀란드 헬싱키에서 열린 세계의사협회 총회에서 채택된 의료 윤리 선언이다.

## 개요
1947년 6월 나치즘의 인체실험에 대한 반성에서 생긴 뉘른베르크 강령에서 받아, 1964년 핀란드의 수도 헬싱키에서 열린 세계의사협회 제18회 총회에서 채택된 의학 연구자가 스스로를 구제하기 위해 채택된 인체실험에 대한 윤리 규범이다. 정식명칭은 ‘사람을 대상으로 한 의학 연구에 대한 윤리적 원칙’이다.
그 후, 시대의 영향에 의해 몇 번이나 수정 절차를 거쳤으며, 필요에 의해 추가되고 있다. 2000년 10월에 인간 게놈 계획에 관한 부분이 에든버러의 총회에서 개정되었다.

## 연혁
- 1964년 6월 핀란드 헬싱키에서 열린 제18차 세계의사협회 총회 (World Medical Assembly)에서 채택
- 1975년 10월 일본 도쿄에서 열린 제29차 세계의사협회 총회에서 수정 (제1차 개정)
- 1983년 10월 이탈리아 베니스에서 열린 제35차 세계의사협회 총회에서 수정 (제2차 개정)
- 1989년 9월 홍콩에서 열린 제41차 세계의사협회 총회에서 수정 (제3차 개정)
- 1996년 10월 남아프리카공화국의 서머셋 웨스트 (Somerset West)에서 열린 제48차 세계의사협회 총회에서 수정 (제4차 개정)
- 2000년 10월 스코트랜드 에딘버러에서 열린 제52차 세계의사협회 총회에서 수정 (제5차 개정)
- 2002년 미국 워싱턴에서 열린 제53차 세계의사협회 총회에서 수정 (제29항에 대한 해설이 각주로 추가됨)
- 2004년 일본 도쿄에서 열린 제55차 세계의사협회 총회에서 수정 (제30항에 대한 해설이 각주로 추가됨)
- 2008년 10월 대한민국 서울에서 열린 제59차 세계의사협회 총회에서 수정 (제6차 개정)
- 2013년 10월 브라질 포르탈레자에서 열린 제 64차 세계의사협회 총회에서 수정 (제7차 개정)

## 같이 보기
- 사전동의
- 의료윤리학
- 임상시험